# Arthropleura
Ne doit pas être confondu avec Anthopleura.
Ordre
Famille
Genre
Arthropleura (littéralement « côtes articulées » en grec ancien) est un genre éteint de mille-pattes diplopodes de grande taille, ayant vécu du Carbonifère supérieur au Permien inférieur, il y a entre 345 et 295 millions d'années dans ce qui sera plus tard l'Europe centrale, la Grande-Bretagne et le Nord-Est de l'Amérique du Nord.
L'espèce type, Arthropleura armata, mesurant dans les 2,5 m de long pour un poids estimé de 50 kg, figure parmi les plus grands invertébrés terrestres jamais découverts, et en raison de sa grande taille, aurait eu peu de prédateurs, voire aucun à l'état adulte. D'après les archives fossiles, l'animal était un herbivore qui vivait dans des milieux humides et marécageux, cohabitant avec d'autres arthropodes de grande taille tels que Meganeura, Mazothairos, Pulmonoscorpius ou encore Hibbertopterus, et possiblement avec le probable amniote basal Casineria.

## Description

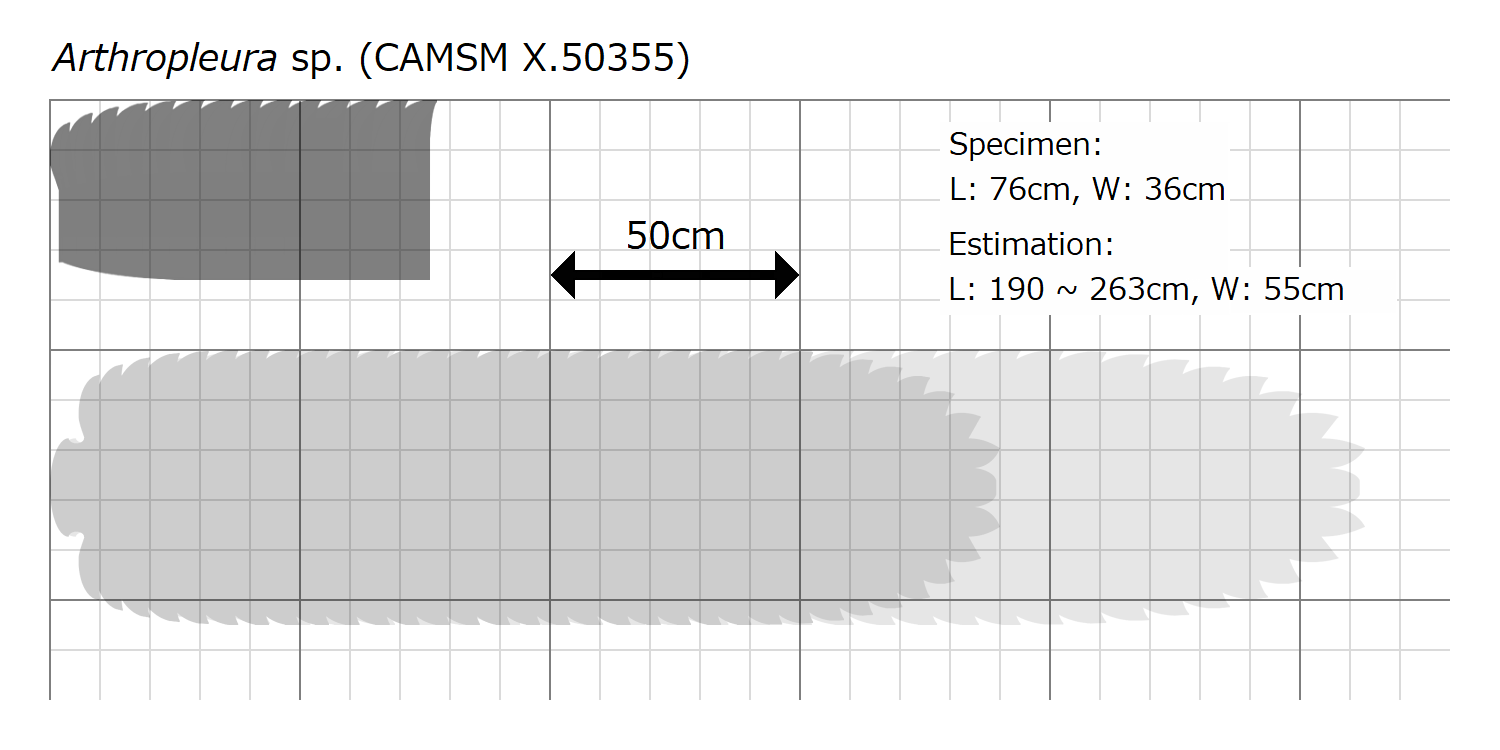
Estimation de la taille du plus gros spécimen d'Arthropleura connu à ce jour, basée sur la découverte officialisée datant de fin 2021,.

Les différentes espèces appartenant au genre Arthropleura variaient en termes de longueur : environ 30 centimètres pour les plus petits représentants connus jusqu'à 2,5 m de long pour l'espèce Arthropleura armata. En 2021, un nouveau fossile découvert en 2018 et datant d'environ 326 millions d'années, attribué à un exosquelette d'Arthropleura armata, a été signalé et posséderait une longueur estimée entre 1,90 et 2,63 m,. Arthropleura était capable de croître plus vite que les arthropodes modernes, en partie à cause de la plus grande pression partielle d'oxygène dans l'atmosphère terrestre lors du Carbonifère et à cause du manque de grands prédateurs lors de cette période.
Le corps aplati d'Arthropleura était composé d'environ trente segments articulés, chacun étant recouvert de deux plaques latérales et d'une plaque centrale. Le rapport des paires de pattes aux segments du corps était d'environ 8:6, similaire à certains mille-pattes actuels.

## Paléobiologie

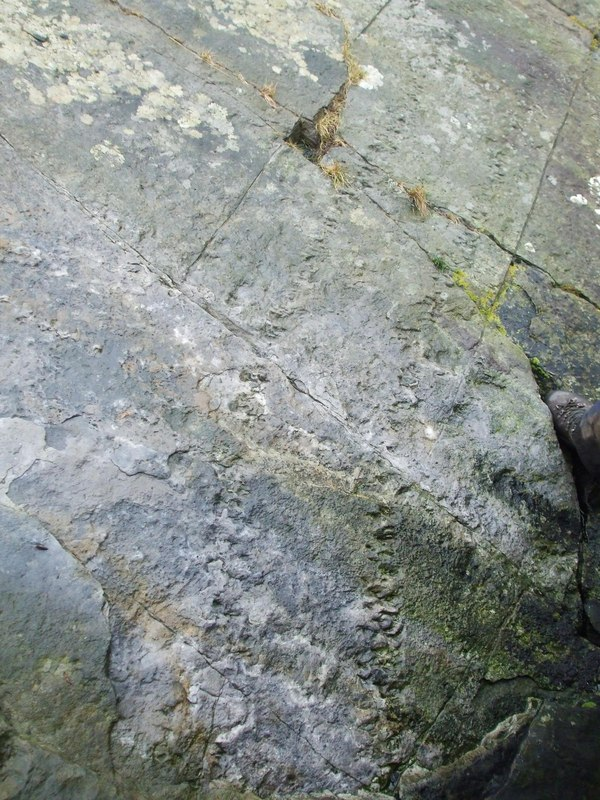
Empreintes fossiles attribués à Arthropleura découvert dans l'île d'Arran, en Écosse. Ce sentier est le spécimen type de l'ichnotaxon Diplichnites cuithensis.

Arthropleura était initialement considéré comme un prédateur actif et décrit comme une version gigantesque des actuels scolopendres, mais en raison de l'absence des fossiles constituant la mandibule de l'animal, les paléontologues ont conclu qu'Arthropleura n'avait pas les pièces buccales fortement sclérotisées et puissantes dont un arthropode prédateur aurait besoin, car celles-ci auraient été préservées dans au moins certains des fossiles. Des découvertes ultérieures ont confirmé qu'Arthropleura était bel et bien un herbivore, tout comme la majorité des mille-pattes modernes, car des fossiles ont été retrouvés avec de la matière végétale, notamment des fragments de lycopode et des spores de ptéridophytes dans les intestins ainsi que des coprolithes associés.
Des empreintes fossilisées d'Arthropleura ont été également découvertes, celles-ci apparaissent sous la forme de longues rangées parallèles de petits caractères, qui montrent que ce diplopode se déplaçait rapidement à travers le sol des forêts, faisant un écart pour éviter des obstacles tels que des arbres ou des rochers. Ses traces portent le nom d'ichnotaxon connu sous le nom de Diplichnites (en),. D'autres empreintes fossiles d'Arthropleura atteignant jusqu'à 50 cm de large ont été trouvées à Joggins (en), en Nouvelle-Écosse.

## Extinction
Arthropleura s'est éteint peu après la fin du Carbonifère, lorsque le climat humide a commencé à se dessécher par la formation de la Pangée, réduisant les forêts tropicales humides et permettant la désertification caractéristique du Permien.

## Liste d'espèces
- † Arthropleura armata (Meyer, 1853, espèce type)
- † Arthropleura britannica (Andrée, 1910)
- † Arthropleura cristata (Richardson, 1959)
- † Arthropleura enodis (Guthörl, 1934)
- † Arthropleura maillieuxi (Pruvost, 1930)
- † Arthropleura mammata (Salter, 1863)
- † Arthropleura punctata (Goldenberg, 1873)
- † Arthropleura Moyseyi (Peach, 1882)
- † Arthropleura Taeniata (Grotte, 1884)
- † Arthropleura Ludensis (Haubold & Wilde, 1985)
- † Arthropleura Simplex (Dawson, 1873)

## Culture populaire

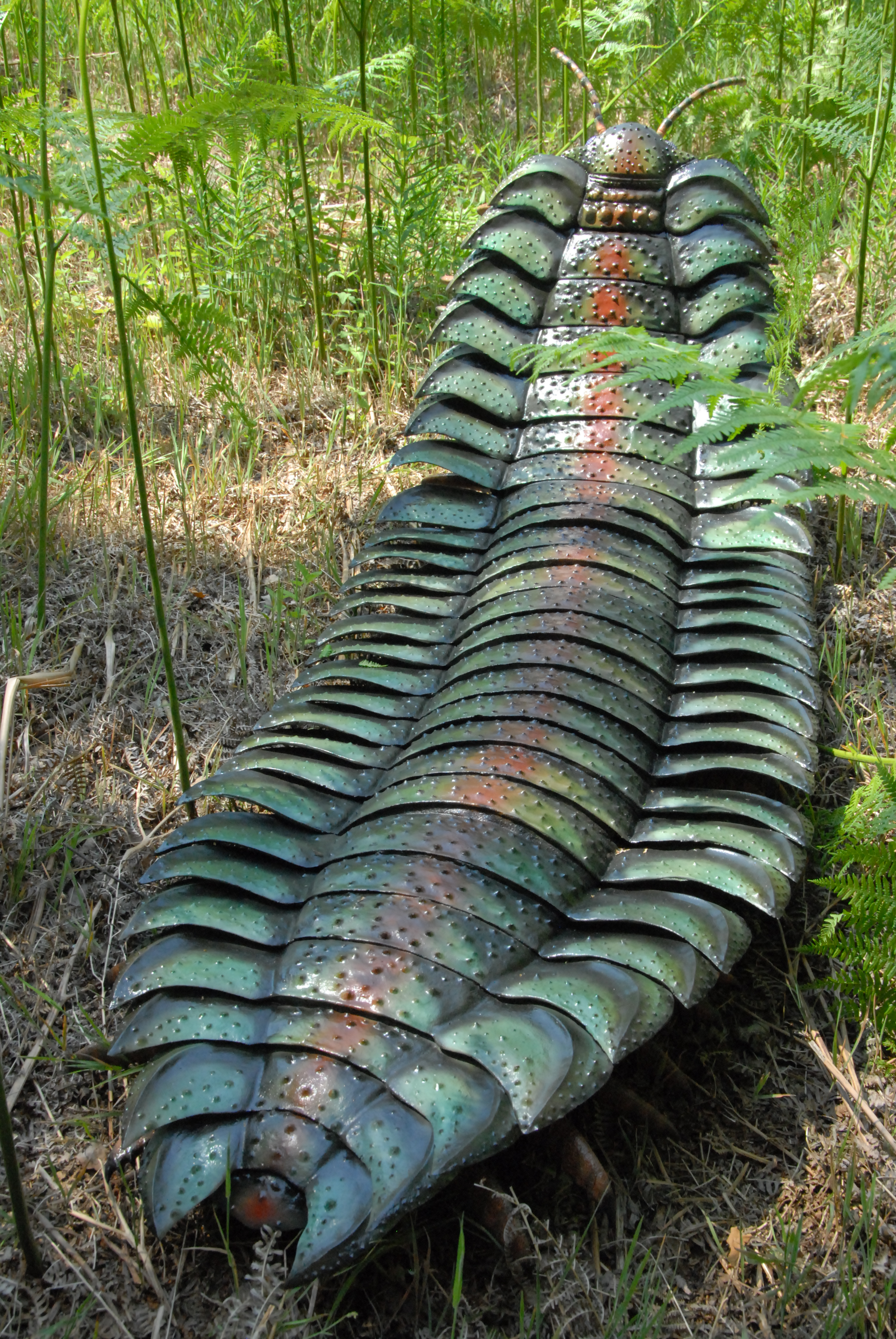
Restitution paléoartistique grandeur nature par Werner Kraus d'un Arthropleura armata basée sur les nouvelles découvertes fossiles.

En raison de ses grandes dimensions, l'espèce Arthropleura armata tient la vedette dans de nombreux media traitant de la préhistoire.

### Filmographie
- Un Arthropleura armata apparait dans la quatrième séquence du documentaire Sur la terre des géants, ou il est montré en train de combattre le reptiliomorphe Proterogyrinus, avant que ce dernier ne se fasse empaler puis dévorer par son adversaire.
- Le documentaire d'animation produit par la National Geographic, Il Était Une Fois Notre Planète, montre un Arthropleura armata dans une séquence présentant une faune du Carbonifère, en compagnie de l'euryptéride Hibbertopterus, de l'insecte Meganeura ainsi que du sauropside Hylonomus.
- Dans l'épisode 5 de la série Prehistoric Park, Nigel Marven en ramène un dans le présent, après avoir effectué un voyage dans le temps dans le Carbonifère.
- Un Arthropleura armata apparait dans le second épisode de la première saison de la série Nick Cutter et les Portes du temps, dont la reconstitution est fortement inspirée de celles des scolopendres.
- Dans le téléfilm de science-fiction L'Île secrète des dinosaures (en), deux Arthropleura armata attaquent les protagonistes, avant que l'un d'eux ne soit tué par un ptérosaure.

### Jeux vidéo
- Arthropleura est présent dans le jeu vidéo Ark: Survival Evolved avec la possibilité d'apprivoisement.
- Dans le jeu vidéo King Kong, adapté du film de Peter Jackson sortie en 2005, des mille-pattes géants de la taille d’Arthropleura armata font partie des créatures que le joueur rencontre tout le long du jeu et qu'il doit combattre.
- Dans le jeu vidéo Jurassic Park Builder, avant la fermeture des serveurs, il était possible de faire évoluer un Arthropleura et de le faire combattre contres d'autres animaux préhistoriques.